# Dictyanthus tigrinus
Dictyanthus tigrinus är en oleanderväxtart som beskrevs av Conzatti och Standley. Dictyanthus tigrinus ingår i släktet Dictyanthus och familjen oleanderväxter. Inga underarter finns listade i Catalogue of Life.